# Sonate K. 410
La sonate K. 410 (F.356/L.S.43) en si bémol majeur est une œuvre pour clavier du compositeur italien Domenico Scarlatti.

## Présentation
La sonate K. 410, en si bémol majeur, notée Allegro, forme une paire avec la sonate suivante, sorte de menuet.
Pleine d'entrain, elle est une homologue de la K. 3, également à deux voix, ainsi que la K. 16, dans la même tonalité de si bémol, notamment dans l'absence de pause entre les thèmes. À partir de cette sonate jusqu'à la fin du volume XI de Parme, Scarlatti semble s'installer dans une texture typiquement italienne à deux voix, rapide et aérée,. Ici, le compositeur oppose les motifs dans des registres différents du clavier.

## Manuscrits
Le manuscrit principal est le numéro 23 du volume IX (Ms. 9780) de Venise (1754), copié pour Maria Barbara ; l'autre est Parme XI 23 (Ms. A. G. 31416). Une copie figure à Lisbonne, ms. FCR/194.1 (no 46).

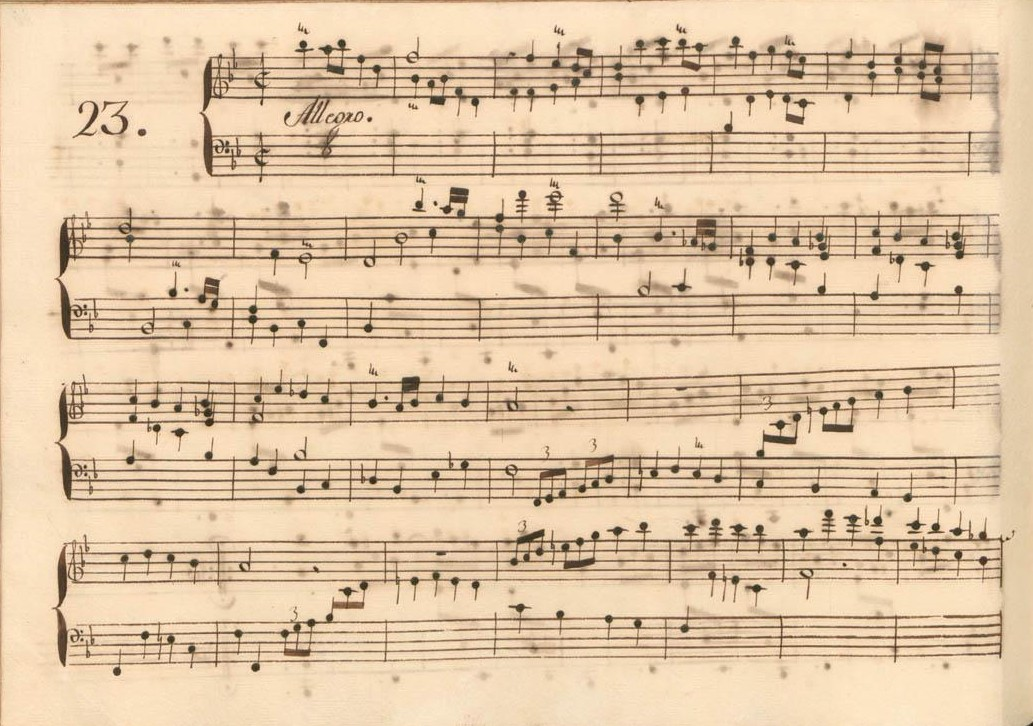
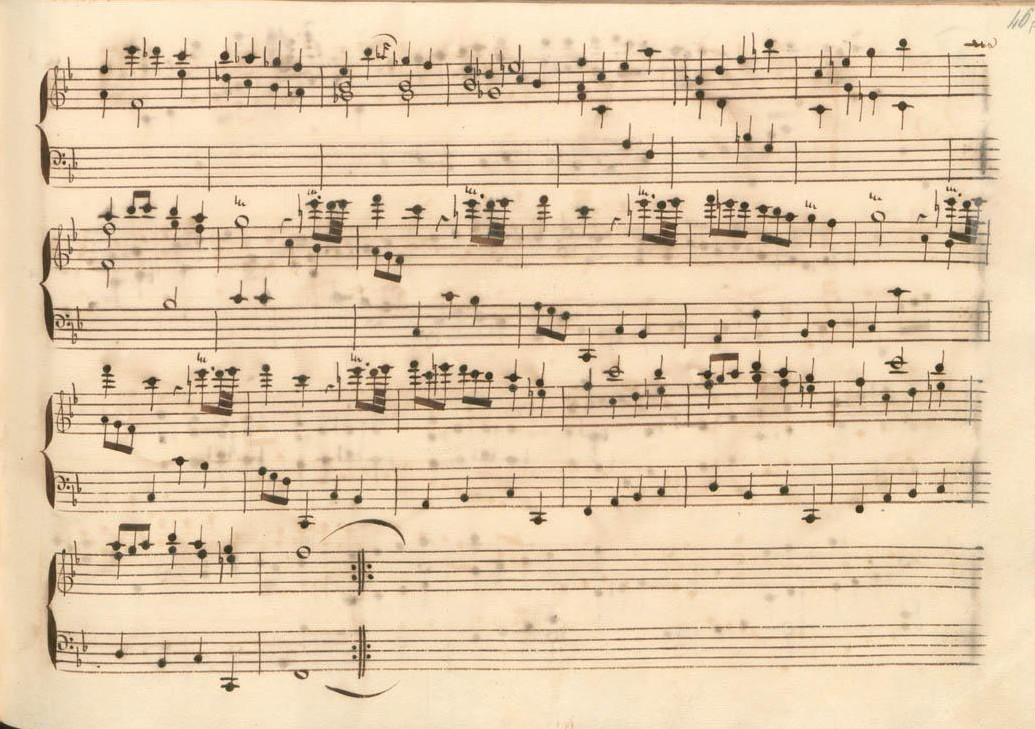
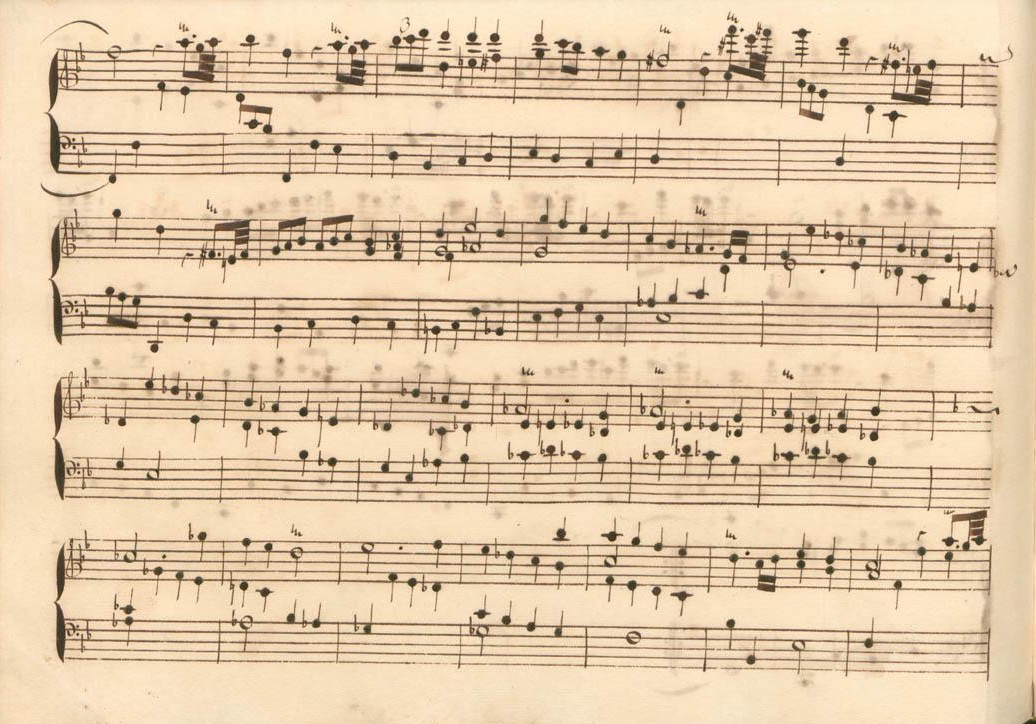
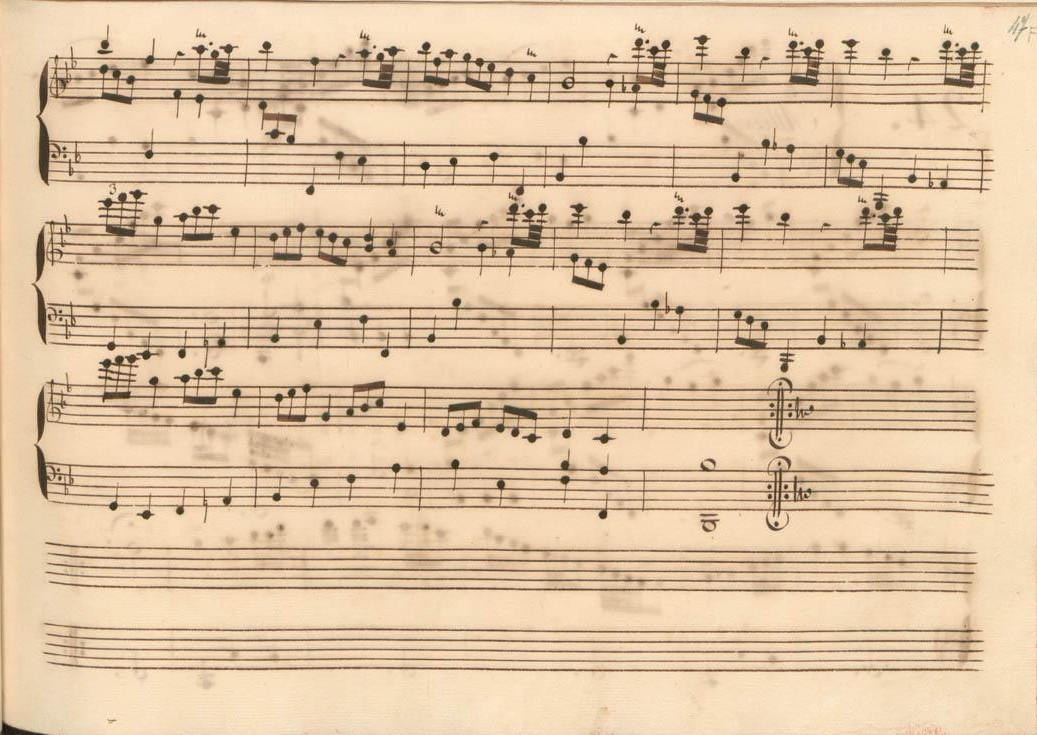

## Interprètes
La sonate K. 410 est défendue au piano, notamment par Carlo Grante (2013, Music & Arts, vol. 4) ; au clavecin par Scott Ross (1985, Erato), Richard Lester (2003, Nimbus, vol. 4) et Pieter-Jan Belder (Brilliant Classics, vol. 9).

## Sources
: document utilisé comme source pour la rédaction de cet article.
- Ralph Kirkpatrick (trad. de l'anglais par Dennis Collins), Domenico Scarlatti, Paris, Lattès, coll. « Musique et Musiciens », 1982 (1re éd. 1953 (en)), 493 p. (ISBN 978-2-7096-0118-4, OCLC 954954205, BNF 34689181).
- Alain de Chambure, « Domenico Scarlatti : Intégrale des sonates — Scott Ross », Erato (2564-62092-2), 1985 (OCLC 891183737) .
- (en) Carlo Grante, « Domenico Scarlatti, intégrale des sonates pour clavier (vol. 4) », Music & Arts (CD-1293), 2016 (OCLC 1020680576) .
- (es) Celestino Yáñez Navarro (thèse), Nuevas aportaciones para el estudio de las sonatas de Domenico Scarlatti. Los manuscritos del Archivo de Música de las Catedrales de Zaragoza, Université autonome de Barcelone, 2016 (lire en ligne)